# Iván Darvas
Iván Darvas, původním příjmením Szilárd, (14. června 1925 Tornaľa-Behynce, nyní Slovensko – 3. června 2007) byl maďarský herec a divadelní režisér druhé poloviny dvacátého století. Jednalo se o dvojnásobného laureáta prestižní maďarské Kossuthovy ceny, který podvakrát získal i Cenu Mari Jászaiové. Roku 2001 získal budapešťskou cenu Pro Urbe, roku 2002 Pamětní medaili Imre Nagye a cenu Prima Primissima (2003).
Jeho otec byl maďarského, matka ruského původu. V Praze, kam se rodina záhy přestěhovala, navštěvoval německou školu. Zde byl již v dětství ovlivněn pražským multikulturním prostředím, které poznamenalo celou jeho tvorbu. V roce 1939 se Szilárdovi přestěhovali do Budapešti, o čtyři roky později zde začal studovat herectví na VŠ. Již při svém divadelním debutu hrál hlavní roli ve hře Jeana Anouilha Euridyké a zároveň zde poznal tenkrát již známou mladou herečku Kláru Tolnayovou, s níž se sblížil a posléze se s ní oženil.
Během své divadelní kariéry se mu dostalo cti hrát velké množství rolí klasického světového repertoáru. Vynikl především ve hrách A. P. Čechova Strýček Váňa a Višňový sad, drama Tři sestry ke konci života režíroval. Kritika oceňovala jeho výkony ve hrách F. M. Dostojevského (Raskolnikov v adaptaci Zločinu a trestu, v Brechtově Žebrácké opeře, v Gogolových Bláznových zápiscích, kde hrál roli Popričnina. Poslední jeho divadelní rolí byl Salieri v roku 2002 uvedeném Schafferově Amadeovi.
Hrál i v množství televizních inscenací, v řadě filmových rolí ho mohli vidět i čeští návštěvníci kin. Nejvýznamnější role jsou spojovány s filmy Liliomfi a Skřivánek. V Česku je znám jeden z posledních filmů Dlouhý víkend v Budě a Pešti. Spolupracoval i se světově proslulými režiséry, v československé produkci vznikl roce 1969 zajímavý snímek režisérské dvojice Ján Kadár - Elmar Klos Touha zvaná Anada, zahrál si i ve filmu Nikity Michalkova Děržis za oblaka, v koprodukčním snímku Jakub lhář hrál po boku Robina Williamse. Na Slovensku vystupoval v polovině 70. let v populárním historickém seriálu Vivat Beňovský!.

## Filmografie
České názvy jsou uvedeny, pokud je překlad jednoznačný a filmy byly uvedeny v Československu nebo České republice.
- Beszterce ostroma, 1948
- Egy asszony elindul, 1948
- Forró mezők, 1948 - Laci Lengyel
- Díszmagyar, 1949 - Dodo
- Doktor Semmelweis, 1952
- Probuzená píseň, 1952, TV film
- Föltámadott a tenger, 1953 - Pál Vasvári
- Életjel, 1954 - Jancsó
- Liliomfi, 1954 - Liliomfi
- Rokonok, 1954
- Budapesti tavasz, 1955 - Karaganov
- Nemocniční pokoj č. 9 (A 9-es kórterem), 1955 - dr. Sós
- Gázolás, 1955 - András Csanádi
- Poslední hodiny, 1955
- Dollárpapa, 1956 - dr. Jenö Szekeres
- Mese a 12 találatról, 1956 - Fazekas
- Dvojí sukno (Bákaruhában), 1957 - Sándor
- Gerolsteini kaland, 1957
- Skřivánek (Pacsirta), 1963 - Feri Füzess
- Új Gilgames, 1963 - David
- Férjhez menni tilos!, 1964 - Allan Brown
- The Golden Head, 1964
- Zálety krále Matyáše (Mit csinált felséged 3-tól 5-ig?), 1964 - král Matyáš
- A Tizedes meg a többiek, 1965 - Eduard Gálfy
- Ano (Igen), 1965 - János Kiss
- Tilos a szerelem, 1965
- Hideg napok, 1966
- Uherský magnát (Egy magyar nábob), 1966
- Zoltán Kárpáthy (Kárpáthy Zoltán), 1966 - Abellino Kárpáthy
- Sok hűség semmiért, 1966
- Ach, ty ženy!, 1967
- Az özvegy és a százados, 1967
- Egy szerelem három éjszakája, 1967 - Boldizsár
- Fiúk a térröl, 1967 - Diogénes
- Die Gefrorenen Blitze, 1967 - atomový vědec
- Tanulmány a nökröl, 1967 - Dénes
- Az Örökös, 1969 - dr. Perjés
- A Nagy kék jelzés, 1969 - Mocz
- Okna do neznáma (Az Idö ablakai), 1969 - vědec
- Próféta voltál szívem, 1969
- Touha zvaná Anada, 1969 - Kryštof
- VII. Olivér, 1969 - Olivér
- Antonius és Gugyerák, 1970, TV film
- N. N. A halál angyala, 1970 - doktor Lóránd
- Děržis za oblaka! (Kapaszkodj a fellegekbe!), 1971 - János Perczel
- Szerelem, 1971 - János
- Sedm tun dolarů (Hét tonna dollár), 1973 - Zima
- Kínai kancsó, 1973, TV film - Lovag Martiny
- A Pendragon legenda, 1974 - hrabě Gwynedd
- Ámokfutás, 1974
- Napraforgó, 1974 - Andor
- Pokol-Inferno, 1974, TV film
- Egy csók és más semmi, 1975
- Három nővér, 1975, TV film
- Vivat Beňovský!, 1975, slovenský TV seriál - D'Aquillon
- Sakk, Kempelen úr!, 1976, TV film - profesor Lasker
- Császárlátogatás, 1977, TV film
- A Glembay család, 1977, TV film - Leone Glembay
- A nagy ékszerész, 1978, TV film
- Ingyenélők, 1979
- Ugye nem felejtesz el, 1979, TV film
- Színes tintákról álmodom, 1980 - rytíř
- Vendégség, 1980, TV film - Socino
- Minden egér szereti a sajtot, 1981, TV film - Zachariáš
- Lélekvándorlás, 1983, TV film
- Megbízható úriember, 1984, TV film
- Hosszú utazás, 1985, TV film
- Egy szerelem három éjszakája, 1986, TV seriál - soudce (1 epizoda)
- Nessuno torna in dietro, 1987, TV seriál - Horsch
- Ragaszkodom a szerelemhez, 1988, TV film - Kálmán
- Hét akasztott, 1989, TV film
- Ha már itt a tél, 1991, TV film - profesor Márkus
- Halál sekély vízben, 1994 - Kozlov
- A Morel fiú, 1999 - Tanár úr
- Beresina oder Die letzten Tage der Schweiz , 1999 - ředitel Vetterli
- Jakub lhář, 1999 - Hardtlof
- Marie, matka Ježíšova, 1999 - Silas
- Film, 2000
- Waterlooi győzelem, 2000
- A Hídember, 2002 - Metternich
- Holdfogyatkozás, 2002, TV film
- Szent Iván napja, 2002 - starý herec
- Dlouhý víkend v Budě a Pešti, 2003 - Iván Drégely
- Hóesés Vízivárosban, 2004, TV film - Nagyápa
- Micimackó, 2005, TV film - Eeyore
- Macskafogó 2 - A sátán macskája, 2007 - hlas, pouze postprodukce